# Fira d'Abril de Catalunya
La Fira d'Abril de Catalunya és una festa popular de tradició andalusa inspirada en la Fira d'Abril de Sevilla, que s'organitza cada any, des de 1971, cap a la darrera setmana d'abril. També se l'anomena Fira d'Abril de Barcelona, perquè des del 2001 es celebra a Barcelona. Amb una durada de 10 dies, el nombre de visitants dels darrers anys s'estima en un milió.

## Història
La primera Fira d'Abril de Catalunya va tenir lloc el 1971 a Castelldefels, organitzada per la Casa de Andalucía de Barcelona. Es van muntar únicament 3 casetes construïdes amb tubs i tendals llogats al Port de Barcelona. Els anys següents la Fira es va celebrar a Gavà, l'Hospitalet de Llobregat i el Prat de Llobregat. L'any 1981 es crea la Coordinadora de Entidades Culturales Andaluzas en Catalunya, que el 1982 es va constituir en la Federació d'Entitats Culturals Andaluses a Catalunya (FECAC), essent l'organitzadora de la Fira des del 1983. Des del 1983 fins al 1993 l'emplaçament va ser a Barberà del Vallès, en una esplanada propera a Sabadell. Fins al 1993 la Fira durava un cap de setmana, però aquell any les pluges van convertir l'esplanada en un fangar, que va obligar a suspendre les activitats fins al cap de setmana següent. D'aleshores ençà la fira es perllonga 2 caps de setmana (10 dies en total).
Del 1994 fins al 1998 la Fira va tenir lloc a Santa Coloma de Gramenet, al parc de Can Zam; el 1999 i 2000 al Parc del Litoral de Sant Adrià de Besòs; del 2001 al 2003 a la platja de la Nova Mar Bella; des del 2004 la Fira s'instal·la al Parc del Fòrum, entre Barcelona i Sant Adrià de Besòs. Aquest emplaçament, asfaltat, evita els inconvenients en cas de pluja, però va obligar a suprimir els cavalls, que van estar presents durant molts anys, a causa del risc de fer-los passejar per una superfície perillosa per ells. El 2020 i 2021 no es va celebrar a causa de la pandèmia de la COVID-19.

## El Real
Al recinte de la Fira se l'anomena 'el Real'. El nom prové del ral, la moneda de 25 cèntims, que era el preu que cobraven antigament els cotxers per portar a la gent en carro a la Fira d'Abril de Sevilla. La Fira s'inaugura cada any amb l'encesa dels llums del pòrtic, acte al que acudeixen els representants polítics.
Les casetes, que actualment ja arriben al centenar, són muntades per les entitats andaluses, així com per partits polítics, sindicats i altres col·lectius. Darrerament s'hi han afegit agrupacions llatinoamericanes i magribines. Des del 2007 s'hi han consolidat les carpes comercials i de venda de diferents productes.

## Polèmica
El gener de 2015 la fiscalia denuncia Francisco García Prieto, qui havia estat president de la FECAC al llarg de 27anys, per desviament de 600.000 euros de subvencions públiques i apoderament de 2 milions d'euros procedents de la venda de begudes en la Fira.